# Западно-Уральская железная дорога
Западно-Уральская железная дорога — железная дорога в Российской империи, затем РСФСР. Соединяет станцию Лысьва Пермской железной дороги и станцию Бердяуш Самаро-Златоустовской железной дороги.

## История
Проектировали дорогу с 1911 года. Строить начали в 1913 году акционерным Обществом Западно-Уральской железной дороги. Дорога проходила по западному склону Уральских гор (в частности Бардымского хребта) на Среднем и Южном Урале, она имела в длину около 490 км. Работу строителям значительно усложнял рельеф с многочисленными отрогами и косогорами. Был построен тоннель через Макушинский мыс, сооружены мосты (30 железных, 127 каменных с железобетонными пролётами), 340 каменных труб через водотоки и многочисленные насыпи. Дорога была открыта 16 октября 1916 года. В сентябре 1919 года вошла в состав Пермской железной дороги. С 1934 года в составе Свердловской железной дороги (участки Лысьва — Михайловский Завод) и Южно-Уральской железной дороги (участки Сказ — Бердяуш).
В годы Гражданской войны дорога имела важное транспортное значение для противоборствующих сторон и была местом боёв
До 1991 года участки дорог бывшей Западно-Уральской ж. д. эксплуатировались довольно интенсивно. По всей протяжённости ходил пассажирский поезд Чусовская — Бакал, имелось сообщение от ст. Нязепетровская до станций Челябинск-Главный и Уфа. В сутки проходило 11-13 пар грузовых поездов. Локомотивные депо находились на станциях Нязепетровская, Кузино. Впоследствии на базе 6 локомотивного депо Нязепетровск был создан филиал Челябинского завода ОЗПМ (закрыт в 2017 году). Депо Кузино было упразднено.
До 1996 курсировал ежедневный пассажирский поезд 663/664 «Чусовская-Бакал», связывающий всё направление воедино. Транзитные пассажирские поезда по этому маршруту не ходили за исключением аварийных ситуаций на главных путях.

### Значение
Железная дорога строилась для обеспечения деятельности Михайловского, Шемахинского, Нязепетровского и Кусинского чугуноплавильных и железоделательных заводов, в частности вывоза продукции. До этого продукция сплавлялась по реке Уфе. Кроме того, дорога существенно сократила расстояния для поездов, следовавших из Перми в направлений Уфы, Самары, Оренбурга и обратно, до этого следовавших через Екатеринбург и Челябинск. В дальнейшем, в период СССР, дорога также применялась для обеспечения сельскохозяйственных и лесопромышленных предприятий расположенных в районах вдоль дороги.
Небольшой участок дороги проходит непосредственно над центром Шемахинского карстового поля.
С 5 сентября 2012 года на участке Бердяуш — Сказ полностью отсутствует пассажирское или пригородное движение. На участке Дружинино — Михайловский Завод в летнее время курсирует пригородный поезд сообщением Дружинино—Михайловский завод, с апреля 2022 года также по выходным и праздничным дням Свердловская пригородная компания запустила туристический поезд по маршруту Екатеринбург—Михайловский завод . На участке от Лысьва (Калино) до Кузино существует ежедневное пригородное движение (Пермская пригородная компания). На участке, который принадлежит ЮУЖД, осуществляется грузовое движение от Бердяуш до Ункурда (Ункурдинская нефтебаза, Ункурдинский цех «Челябвтормета») и до ст. Нязепетровская . Подъездные пути на Нязепетровский крановый завод, по данным на август 2022 года, находятся в аварийном состоянии. В настоящее время Нязепетровский крановый завод не пользуется услугами РЖД. Единственным предприятием в Нязепетровске, которое использует железнодорожные перевозки, является предприятие по переработке древесины. Объёмы вывоза — несколько вагонов в неделю. Далее в сторону СвЖД грузового движения нет, но железнодорожные пути поддерживаются в рабочем состоянии. Со стороны ст. Дружинино грузовое движение до ст. Нижнесергинская (Нижнесергинский метизно-металлургический завод) и на Михайловский щебеночный карьер (станция Михайловский завод). Объём вывоза с карьера — около 3000 вагонов в месяц.
На участке, относящемся к ЮУЖД, закрыты практически все станции — Чеславка, Куса, Злоказово, Азям, Табуска, Ураим, Арасланово, Сказ. Станции Арасланово и Сказ законсервированы. Зимой 2012—2013 гг. проводился капитальный ремонт путей на участке от Михайловского Завода до Арасланово, были уложены плети с устройством бесстыкового пути. Но перспективы данного участка довольно туманны, хотя периодически со стороны ЮУЖД появляются попытки восстановления грузового движения. В июле 2021 года со стороны Южно-Уральской железной дороги прошли два транзитных грузовых состава, по некоторой информации поезда должны были стать регулярными, но информация не подтвердилась. В 2022 году по линии прошли 2 транзитных поезда в феврале и июне.

## Фотографии

Станция Арасланово (в настоящее время в составе ЮУЖД)
Станция Нязепетровская, 1918 г. (в настоящее время в составе ЮУЖД)
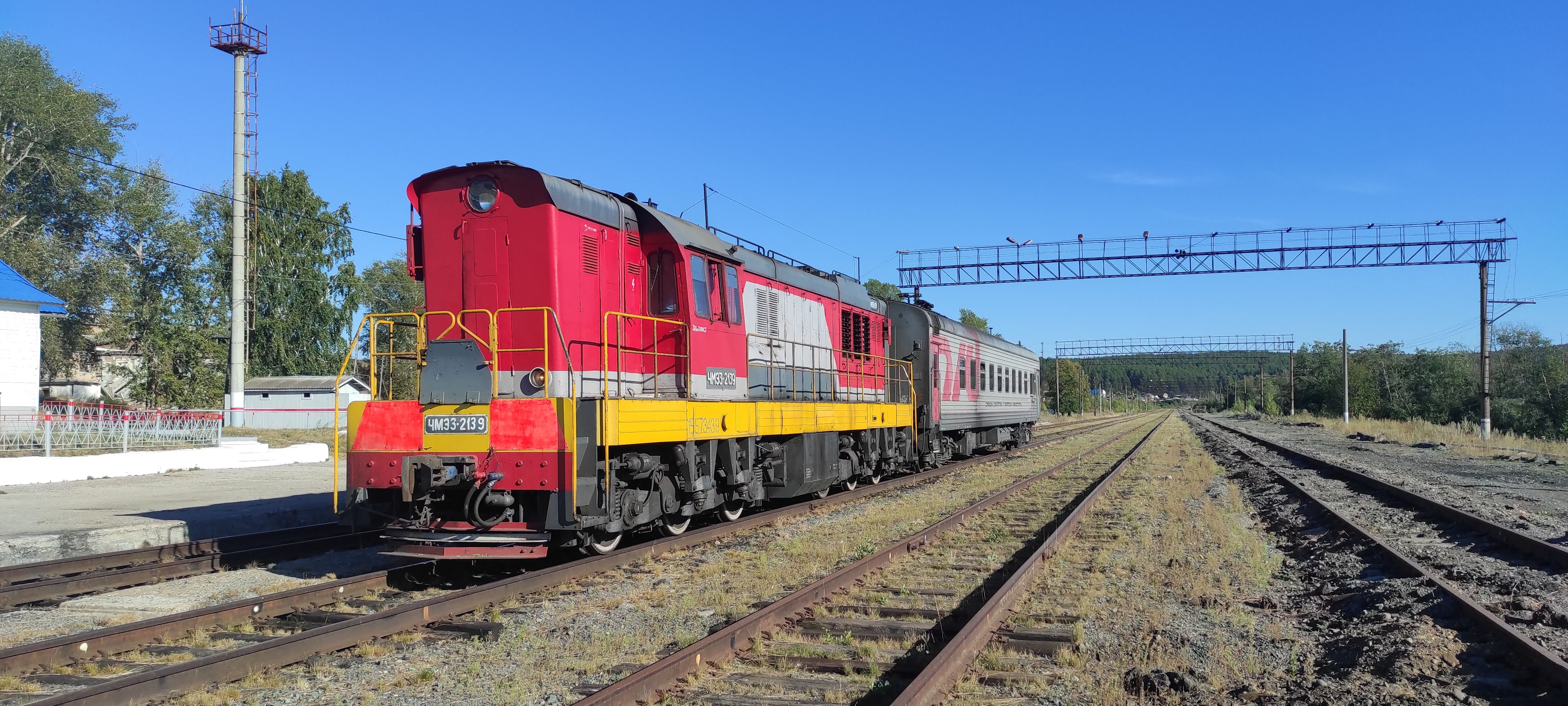
Станция Нязепетровская (В настоящее время в составе ЮУЖД)